# Cầu Ngang, Vĩnh Long
Cầu Ngang là một xã thuộc tỉnh Vĩnh Long, Việt Nam.
Xã Cầu Ngang được thành lập ngày 16 tháng 6 năm 2025 theo Nghị quyết số 1687/NQ-UBTVQH15 của Ủy ban Thường vụ Quốc hội trên cơ sở sáp nhập toàn bộ diện tích tự nhiên, quy mô dân số của thị trấn Cầu Ngang, xã Mỹ Hòa và xã Thuận Hoà. Xã này chính thức hoạt động từ ngày 01 tháng 7 năm 2025.
Trước ngày 16 tháng 6 năm 2025, Cầu Ngang là thị trấn huyện lỵ của huyện Cầu Ngang, tỉnh Trà Vinh. 

## Địa lý
Xã Cầu Ngang nằm cách Biển Đông 8 km, có vị trí địa lý:
- Phía đông giáp xã Mỹ Long.
- Phía tây giáp xã Nhị Trường.
- Phía nam giáp xã Hiệp Mỹ.
- Phía bắc giáp xã Vinh Kim.

Xã Cầu Ngang có diện tích 35,32 km², dân số năm 2025 là 28.986 người, mật độ dân số đạt 820 người/km².

## Hành chính
Thị trấn Cầu Ngang được chia thành 3 khóm: Minh Thuận A, Minh Thuận B, Mỹ Cẩm A.

## Lịch sử
Ngày 23 tháng 11 năm 1991, Ban Tổ chức Chính phủ ban hành Quyết định về việc thành lập thị trấn Cầu Ngang trên cơ sở điều chỉnh một phần diện tích và dân số của xã Mỹ Hòa.
Ngày 15 tháng 10 năm 2019, Hội đồng Nhân dân tỉnh Trà Vinh ban hành Nghị quyết 157/NQ-HĐND về việc sáp nhập khóm Thống Nhất vào khóm Mỹ Cẩm A.
Ngày 16 tháng 6 năm 2025, Ủy ban Thường vụ Quốc hội ban hành Nghị quyết số 1687/NQ-UBTVQH15 về việc sắp xếp các đơn vị hành chính cấp xã của tỉnh Vĩnh Long năm 2025. Theo đó, sắp xếp toàn bộ diện tích tự nhiên, quy mô dân số của thị trấn Cầu Ngang và các xã Mỹ Hòa, Thuận Hòa thành xã mới có tên gọi là xã Cầu Ngang.
Sau khi sáp nhập, xã Cầu Ngang có 35,32 km² diện tích tự nhiên và dân số 28.986 người.